# Peste di Giustiniano

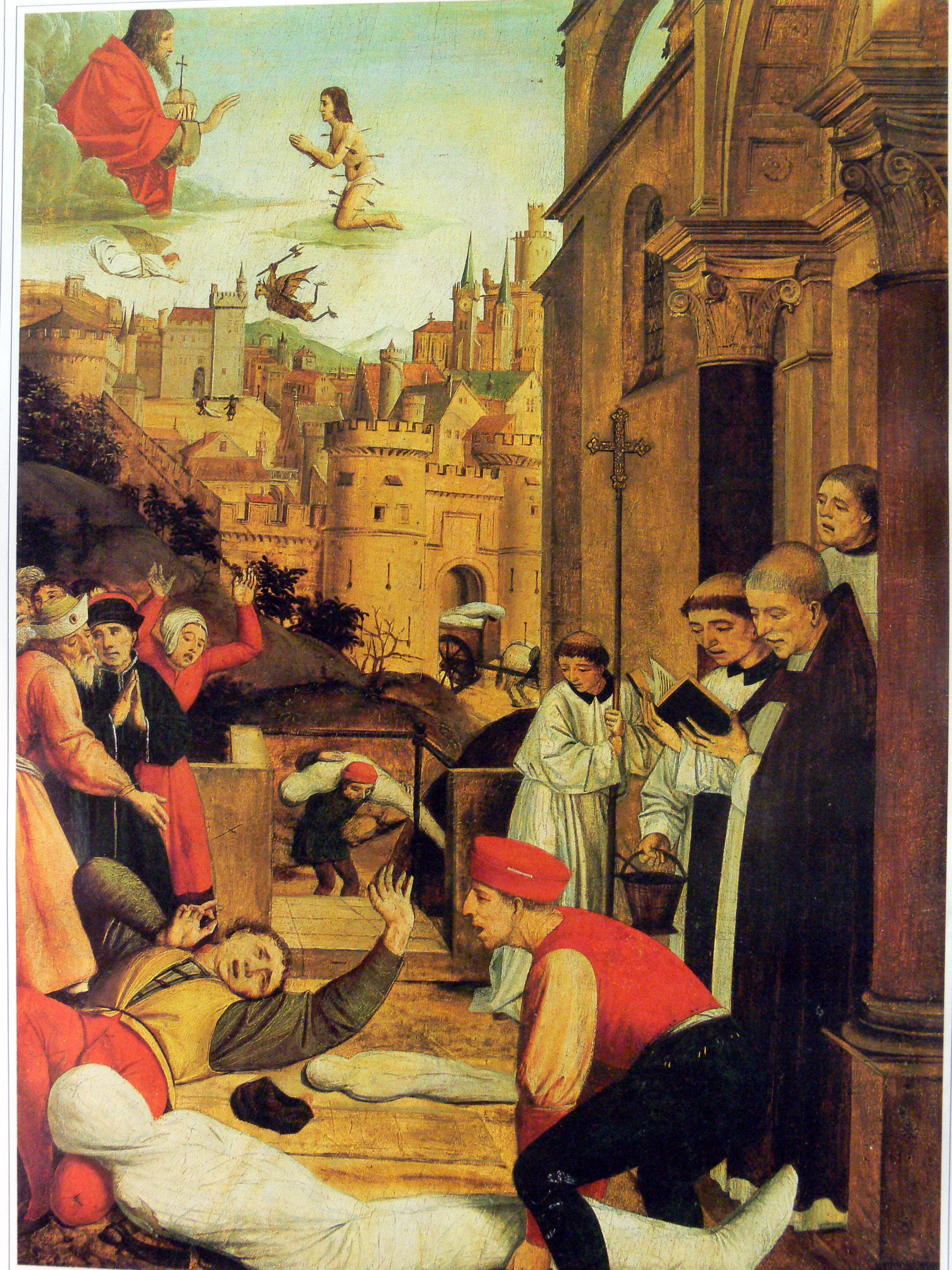
San Sebastiano supplica Cristo per la vita di un becchino afflitto dalla peste (Josse Lieferinxe, c. 1497–99)

La cosiddetta peste di Giustiniano fu un'epidemia di peste che ebbe luogo nei territori dell'Impero bizantino, con particolare forza a Costantinopoli, tra il 541 e il 542 (VI secolo), sotto il regno dell'imperatore Giustiniano I (527-565), dal quale prese il nome.

## Storia
Tra il 536 e 540 d.C. si verificarono delle gigantesche eruzioni i cui gas oscurarono il sole per oltre un anno, causando un raffreddamento del clima durato oltre un secolo e ribattezzato "piccola era glaciale della tarda antichità". In quegli anni il sole offuscato dalle polveri causò la perdita dei raccolti, mentre le piante non riuscivano a portare a compimento i loro frutti. Inoltre le persone furono debilitate dalla carenza di vitamina D, prodotta solo in presenza di sole. Questa condizione di temperature ridotte, carenza di cibo, fame e malnutrizione generalizzate debilitò, fece ammalare e morire di fame molte persone. Inoltre nel 535 sbarcò in Italia l'esercito bizantino, dando inizio alla prima guerra gotica, la quale, insieme alle razzie compiute dagli Alamanni e forse dai Burgundi nel nord Italia fra 536 e 537, pose probabilmente le condizioni per la diffusione di un nuovo morbo arrivato dall'oriente.
L'epidemia di peste bubbonica fu causata dallo stesso batterio, lo Yersinia pestis, che avrebbe colpito l'Europa nel XIV secolo (la peste nera), con simili effetti sociali e culturali. Uno studio del 2014 ha dimostrato che si trattava dello stesso agente patogeno ma appartenente a un ceppo diverso e ora estinto. Esso potrebbe aver avuto origine in Etiopia o in Egitto, ed essersi poi diffuso verso nord fino alla capitale, considerati anche i notevoli flussi di generi alimentari, soprattutto grano, che provenivano dal nord-Africa. Se si fosse quindi effettivamente trattato di peste bubbonica, il contagio fu probabilmente dovuto ai parassiti che, diffusi dai ratti, attaccarono anche gli uomini.
Procopio di Cesarea riporta come, al suo culmine, l'epidemia uccideva 10.000 persone al giorno nella sola Costantinopoli, una stima forse gonfiata dal generale stato di emergenza (alcuni storici moderni parlano comunque di circa 5.000 al giorno, arrivando ad uccidere il 40% della popolazione cittadina, mentre guardando al Mediterraneo orientale la riduzione di popolazione dovette essere attorno al 25%). Non essendo possibile trovare luoghi dove seppellire i morti, i cadaveri dovevano essere spesso lasciati all'aperto, favorendo la diffusione del contagio. Giustiniano promulgò nuove leggi per snellire le procedure legate alle pratiche ereditarie, che raggiunsero un picco causato dalle innumerevoli morti.
La peste influenzò anche la guerra gotica (535-553), dando agli Ostrogoti la possibilità di rafforzarsi durante la crisi che stava affliggendo gli avversari. La stessa città di Roma, nel 546, rimase quasi senza abitanti per alcuni mesi: la circostanza è attribuita, da Procopio di Cesarea, alla volontà del re Goto Totila, il quale avrebbe deciso di far spostare in Campania i pochi abitanti rimasti. Tuttavia, secondo il dato fornito da Procopio, sarebbero rimaste solo 500 persone nella città, già devastata dal conflitto, il che sarebbe assai inverosimile, rendendo quindi il dato probabilmente frutto della percezione di drammaticità che l'autore ebbe di quegli avvenimenti. Sebbene la guerra venisse poi vinta dai Bizantini, si pensa che la peste sia stata una delle cause che impedirono una vera presa di possesso dei nuovi territori, che dovettero quasi essere lasciati a sé stessi per via della ridotta concentrazione demografica causata dell'epidemia da parte di entrambi i contendenti, aprendo così la strada alla invasione longobarda dell'Italia.
Tuttavia, il periodo di maggior veemenza della pestilenza nella penisola lo si raggiunse tra gli anni sessanta e settanta del secolo. Il Liber Pontificalis ricorda come sotto papa Benedetto I (575-579) un'ondata epidemica, seguita da una grave carestia, indusse molte città assediate dai Longobardi ad aprire loro le porte tanto era il patimento. Paolo Diacono descrive le devastazioni prodotte dall'epidemia anche nel tessuto sociale, come in questa descrizione della peste che nel 565 decimò la Liguria: «tutti erano scappati e tutto era avvolto nel silenzio più profondo. Due figli se ne erano andati lasciando insepolti i cadaveri dei loro genitori; i genitori dimenticavano i loro doveri abbandonando i loro bambini».

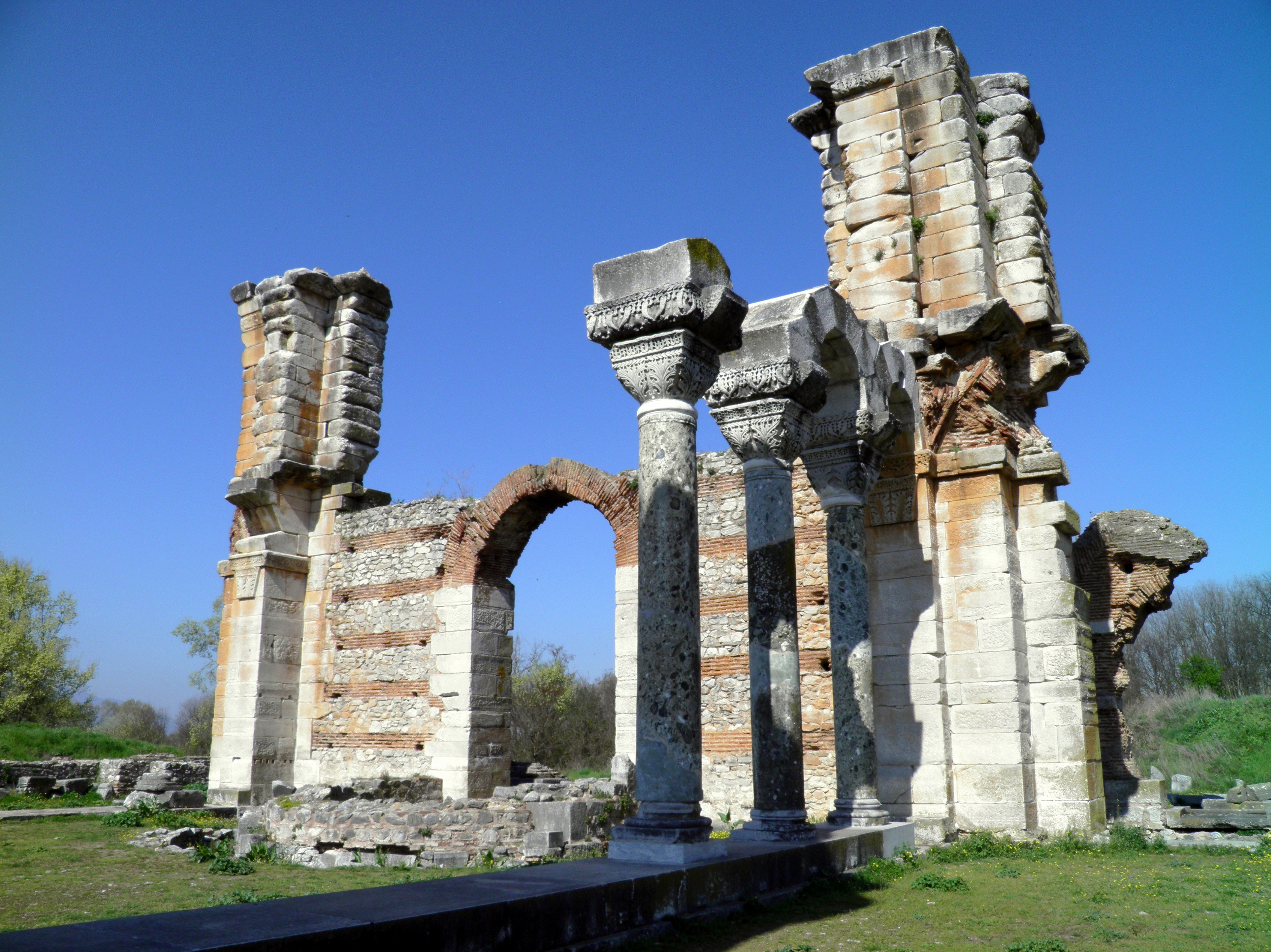
Si crede che i lavori necessari alla realizzazione della basilica di Filippi non furono mai completati per via della peste giustinianea

La peste giustinianea fu sicuramente una delle cause principali che portarono al crollo della civiltà urbana, già fortemente indebolita dalle vicende belliche ed economiche, nei territori appartenuti all'impero romano o all'epoca ancora controllati da Costantinopoli, segnando il definitivo passaggio dall'antichità al Medioevo. La peste si ripresentò a ondate fino al 750 circa, anche se non raggiunse più la virulenza iniziale. Le stime più accreditate parlano di 25 milioni di decessi, anche se vi sono alcune stime storiche che raggiungono la cifra di 100 milioni di morti totali.